# Lygodactylus rarus
Espèce
Statut de conservation UICN

 NT  : Quasi menacé
Lygodactylus rarus est une espèce de geckos de la famille des Gekkonidae.

## Répartition
Cette espèce est endémique du Nord de Madagascar. Elle se rencontre dans le massif de l’Ankarana.

## Publication originale
- Pasteur & Blanc, 1973 : Nouvelles études sur les lygodactyles (sauriens gekkonidés). l. Données récentes sur Domerguella et sur ses rapports avec la phytogéographie malgache. Bulletin de la Société Zoologique de France, vol. 98, p. 165–174.